# Chevrolet Celta
El Chevrolet Celta es un automóvil de turismo del segmento B que fue fabricado desde 2000 hasta 2015 por Chevrolet en Brasil y exportado a distintos mercados latinoamericanos.
Es una reestilización profunda de la primera generación del Chevrolet Corsa, que se había estrenado en Brasil en 1994. 
Sus rivales son las versiones económicas de los Fiat Uno, Fiat Palio y Volkswagen Gol. 700.000 Chevrolet Celta han sido construidos en Gravataí, alrededor de 100.000 por año.

## Historia
El Celta fue lanzado en Brasil en 2000 con carrocería hatchback de tres puertas, motor delantero transversal y tracción delantera. Su motor era un gasolina de 1.0 litros de cilindrada y 60 CV de potencia máxima (C10NE). En 2002 el cinco puertas se puso a la venta y se llevó la potencia máxima a 70 CV. Un 1.4 litros de 85 CV (C14NE) se agregó en 2003. En 2005 se distribuyó un kit de accesorios "Off-Road" para los Celta nuevos y usados. Ese mismo año, el 1.0 litros del mercado local fue modificado para permitir el uso de etanol y gasolina indistintamente (motor de combustible flexible).

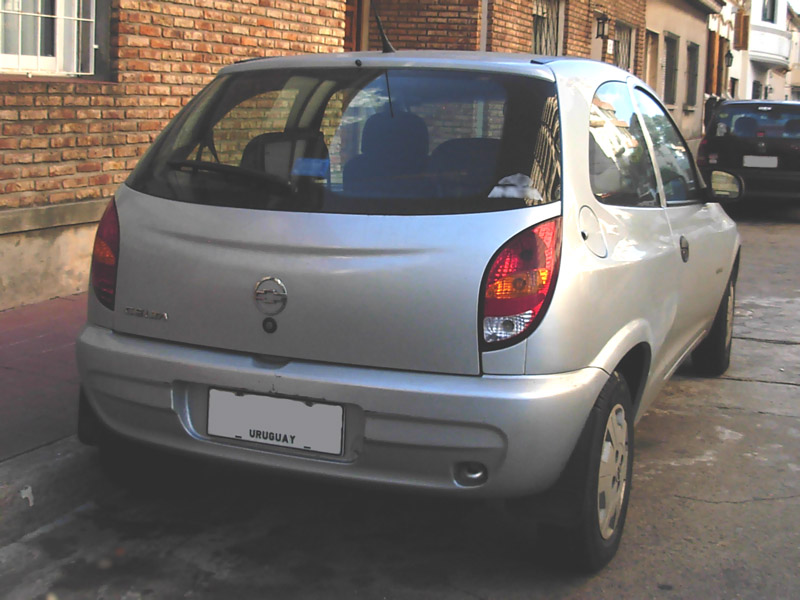
Chevrolet Celta 2000-2006

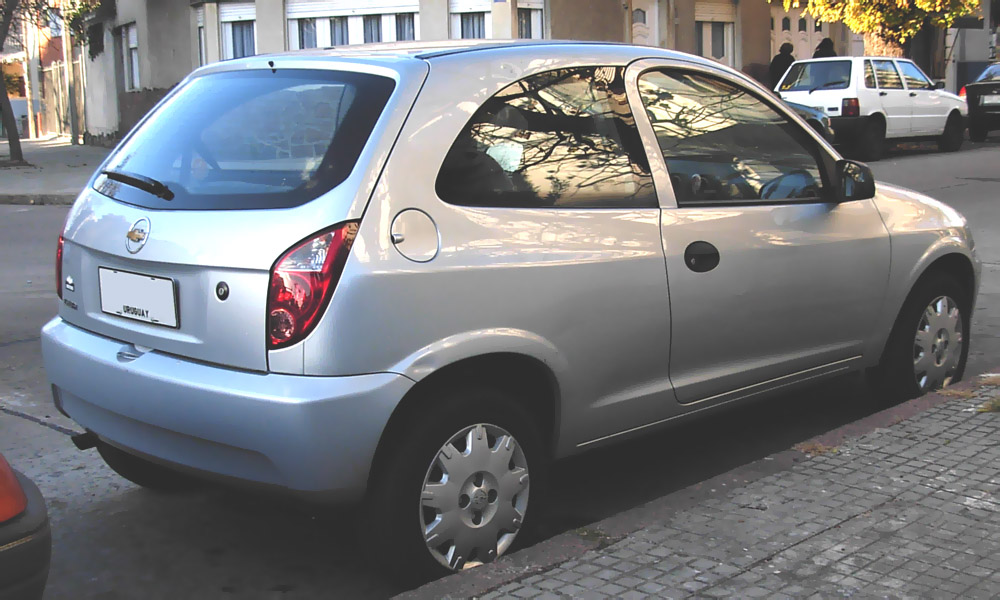
Chevrolet Celta 2006-2011

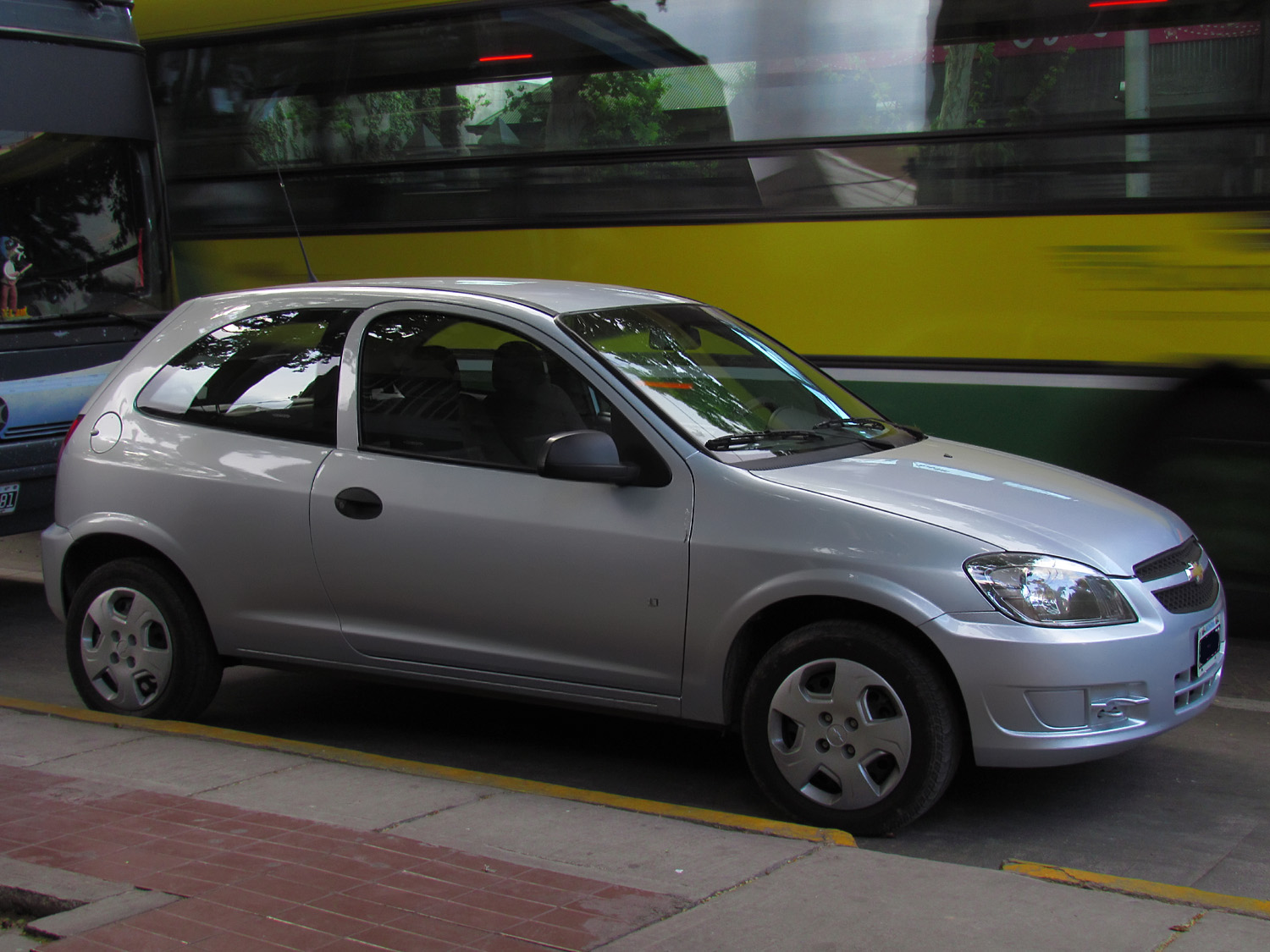
Chevrolet Celta 2011-2015

El Celta fue reestilizado en 2006, con un frontal que se asemeja al del Vectra brasileño. Se añadió una versión sedán de cuatro puertas denominada Chevrolet Prisma con un motor flexible de 1.4 litros de cilindrada. A fines 2006, fue lanzado en Argentina con una reestilización igual a la ya disponible en Brasil (Novo Celta) pero con una motorización única de 1.4 litros y 90 CV, además de ser lanzado con el logo de Suzuki y llamado fun (X14SE). A mediados de 2009 se cambia nuevamente la motorización por una versión que cumple las normas Euro3 y eroga 94cv (Y14NE). A principios de 2011 se lanzó en Argentina, en reemplazo de Suzuki Fun como Chevrolet Celta del mismo modo que es conocido en Brasil.

## Situación en Argentina
El Chevrolet Celta se comercializó en Argentina desde 2004 bajo la marca Suzuki como Suzuki Fun. Luego de que la empresa GM dejara de representar a Suzuki en la Argentina, Chevrolet presentó oficialmente el Celta con diseño renovado (frente al ofrecido por el Fun) en este país en abril de 2011. Proveniente de Brasil, se comercializó en dos versiones de 3 y 5 puertas y niveles de equipamiento LS y LT. Además, durante julio de 2011, se lanzó en el país la versión sedán de 4 puertas, bajo el nombre de Chevrolet Prisma que logró bajos volúmenes de ventas, en parte por el breve período de comercialización, ya que al poco tiempo de su lanzamiento Chevrolet anunció en Brasil que concluía la producción del mismo. En Argentina este modelo supo ocupar el lugar vacío que dejó el Chevrolet Corsa Classic 3 puertas, por lo que no existió un Chevrolet Classic con esa configuración (solo se siguió vendiendo como "Classic" el Corsa 3 puertas durante el 2010, hasta que lograron la homologación para comercializar el Celta y aprovecharon para liquidar el stock remanente de Corsas 3p, que incluso abarcó una versión utilitaria)
Este sedán del segmento chico fue reemplazado por el nuevo Chevrolet Onix Sedán conservando el nombre de Chevrolet Prisma.Coincide a su vez su cese de producción, con el lanzamiento del rediseño del Corsa Classic denominado Chevrolet Classic que lo reemplazó en las versiones medias y más económicas, mientras que el nuevo Prisma se ubicó un escalón arriba en precios frente a su sucesor.

## Chevrolet Prisma (2006-2012)
El Prisma se fabricaba en la planta brasileña de Gravataí, donde se hizo también su hatchback -el Celta- y donde se produce el Onix, presentado en el Salón de San Pablo. El nuevo Prisma se produce en la misma planta donde se fabricaba el anterior modelo.
Lanzado en Brasil en 2006, como una evolución del Corsa Classic (sin ser su reemplazo ya que se vendían al mismo tiempo), el Prisma llegó a la Argentina en agosto de 2011. Ese año se patentaron 1494 unidades.

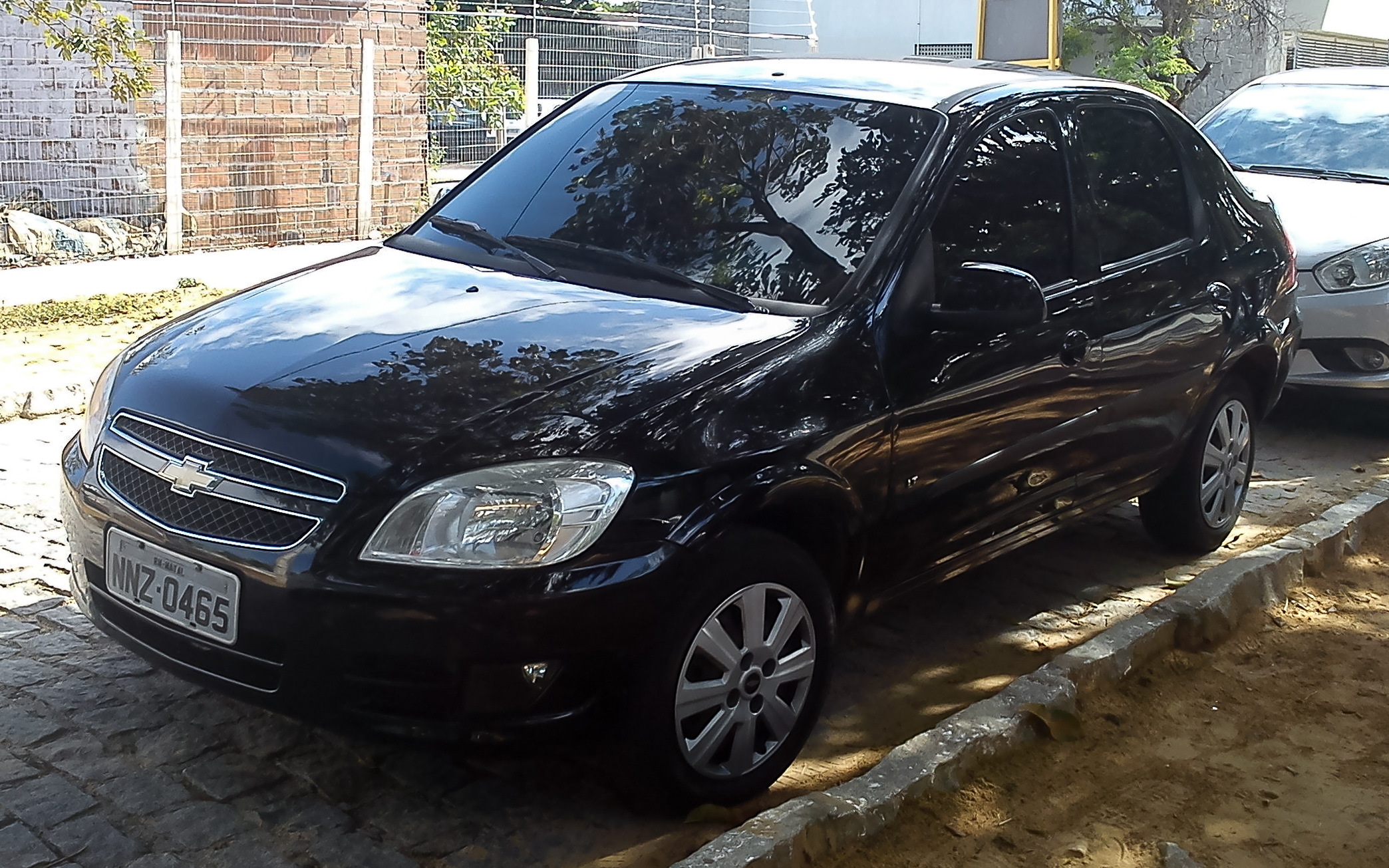
Chevrolet Prisma MKI
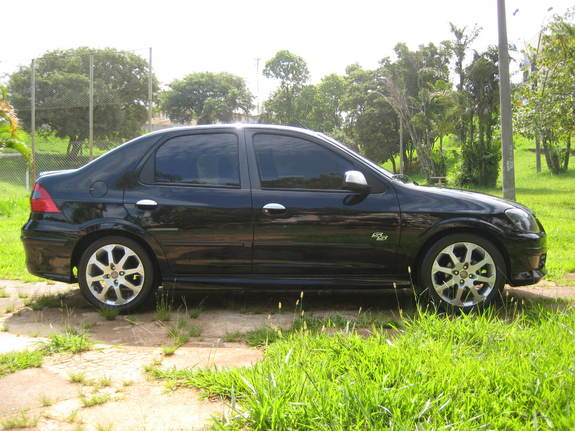
Chevrolet Prisma MKI
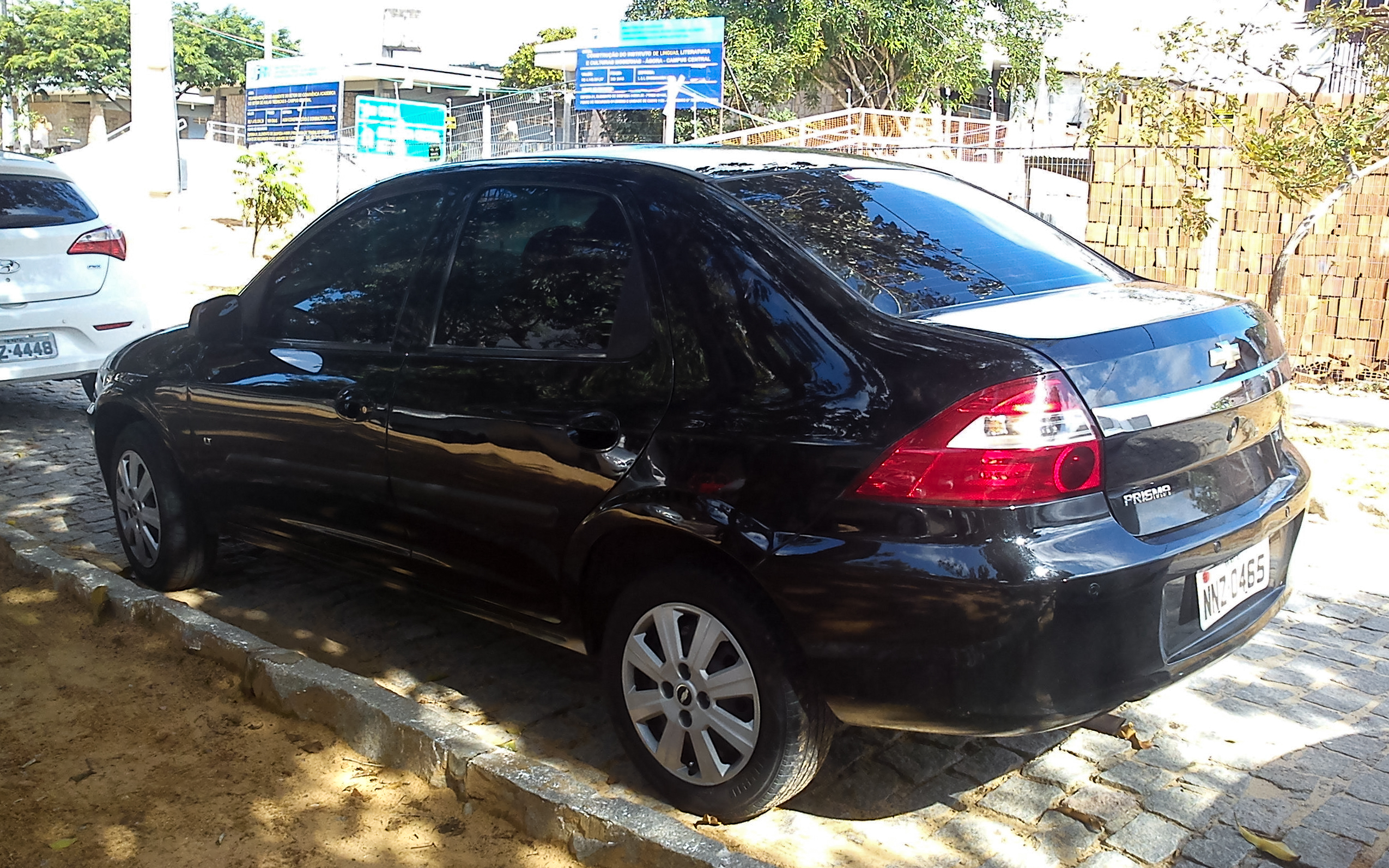
Chevrolet Prisma MKI
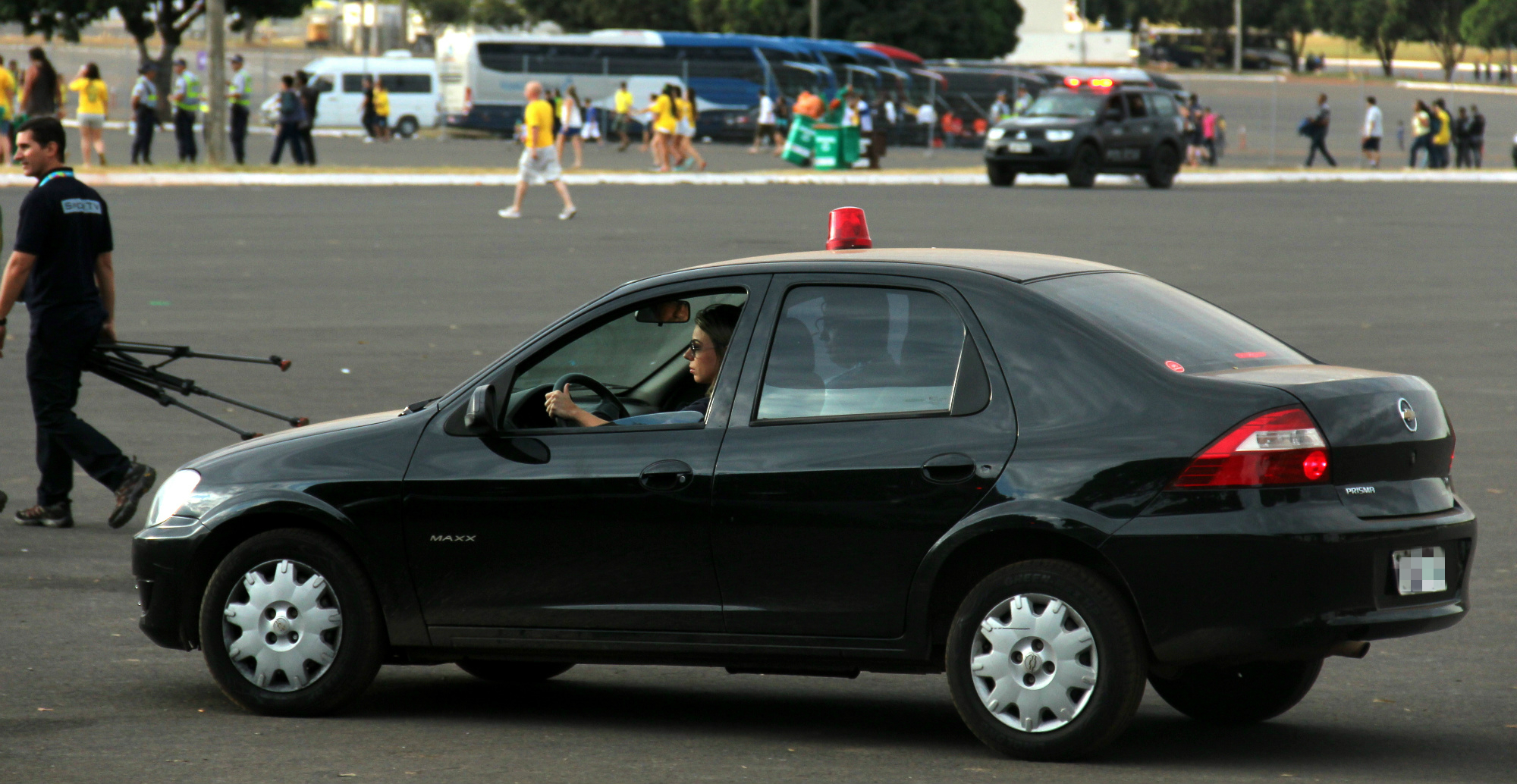
Chevrolet Prisma MKI
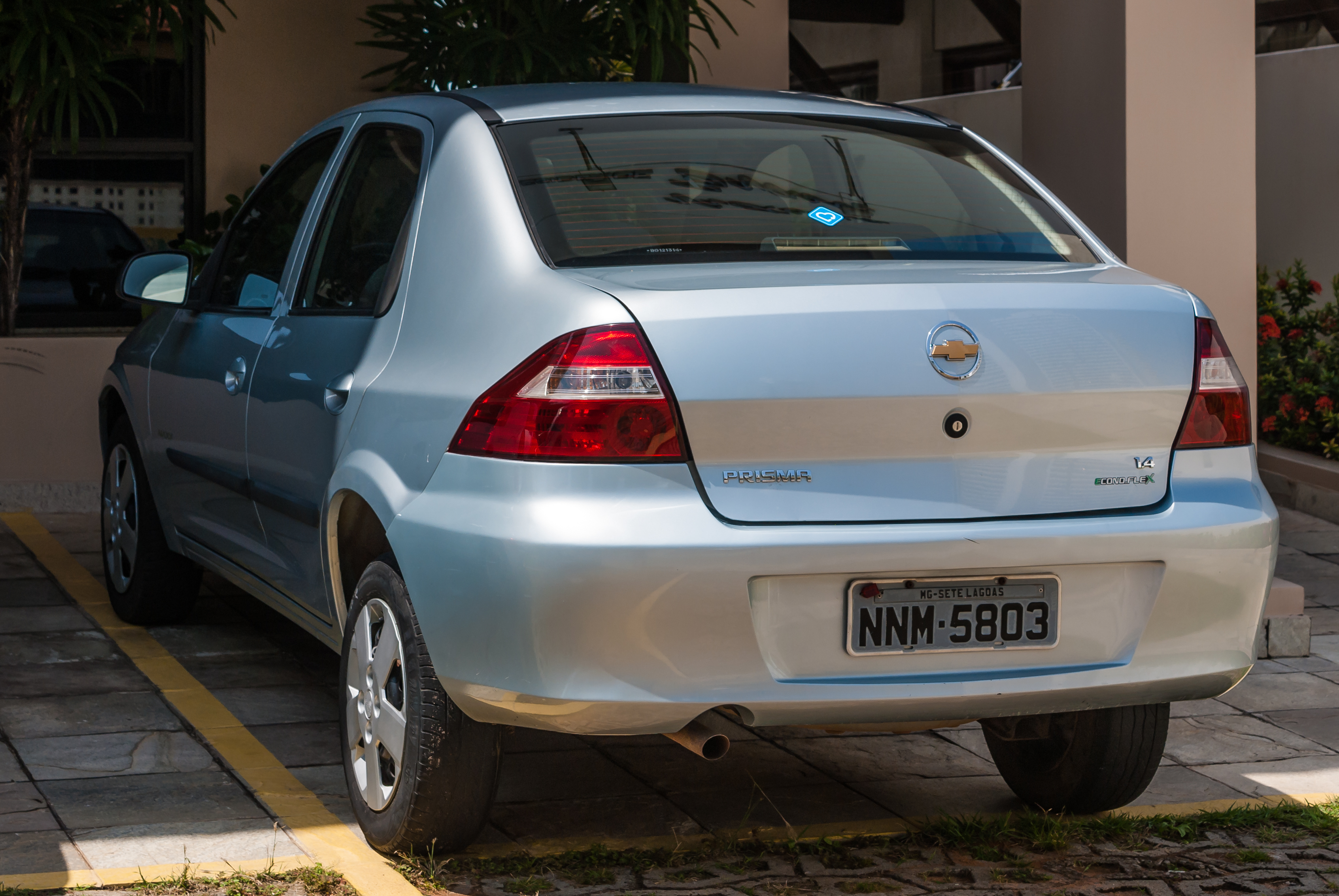
Chevrolet Prisma MKI

- Véase Chevrolet Prisma para otras generaciones

## Seguridad
El puntaje obtenido en Latin NCAP por el Chevrolet Celta en 2011 (protocolo obsoleto), se limitó a 1 estrella debido al inaceptable alto riesgo de lesiones con riesgo para la vida, en la cabeza del conductor. 
La protección del pecho del conductor fue marginal y existían estructuras peligrosas en la parte baja del tablero que podían ser golpeadas por las rodillas de los pasajeros. 
La intrusión de los pedales y la ruptura del área dispuesta para los pies, representan un alto riesgo de lesión grave para la parte inferior de la pierna y el pie del conductor. La carrocería no fue capaz de soportar cargas adicionales.
| Ocupantes adultos: | 1/5 estrellas |
| Ocupantes niños:   | 2/5 estrellas |

## Fin de producción
Desde abril de 2015 se empezó la difusión de que el Celta sería discontinuado para liberar capacidad de producción de la planta de Gravataí, en favor del aumento la fabricación de los modelos Onix/Prisma, que gozan de muy buenas ventas en Brasil.
Así siguió el camino de la familia del Corsa 2 y de modelos que se despiden en favor de la renovación, ya que a mediados de 2015 cesó su fabricación